# Olga Danilović
Olga Danilović (szerbül: Олга Даниловић) (Belgrád, 2001. január 23. –) szerb hivatásos teniszezőnő, párosban háromszoros junior Grand Slam-tornagyőztes. A WTA első olyan tornagyőztese, aki a 21. században született.
Egyéniben két WTA-, két WTA125K- és hét ITF-torna győztese, párosban két WTA- és egy ITF-tornán végzett az első helyen. Legjobb egyéni világranglista-helyezése a 32. hely 2025. július 14-én, párosban a 97. helyezés 2025. augusztus 18-án. Juniorként párosban megnyerte 2016-os Roland Garrost, a 2017-es wimbledoni teniszbajnokságot és a 2017-es US Opent. Grand Slam-tornákon juniorként párosban nyerni tudott a Roland Garroson, Wimbledonban és a US Openen is, egyéniben a negyeddöntőig jutott a US Openen. A felnőttek között egyéniben a legjobb eredménye a 2024-es Roland Garroson és a 2025-ös Australian Openen elért 4. kör, párosban a 2025-ös Roland Garroson a negyeddöntőig jutott.
Első WTA-tornagyőzelmét 2018. július 29-én, 17 éves korában szerezte, a Moscow Open tornán, ahol a selejtezőben kiesett, de visszalépés miatt szerencsés vesztesként mégis játszhatott a főtáblán. Ezzel ő az első olyan játékos a WTA történetében, aki szerencsés vesztesként egyéni tornagyőzelmet aratott. Egyben ő a WTA történetének első olyan, tornagyőzelmet szerző játékosa, aki 2000 után született.
2018-ban bekerült Szerbia Fed-kupa-válogatottjába.
Apja Predrag Danilović egykori kosárlabdázó, anyja Svetlana Danilović (lánykori nevén Radošević) a Szerb Rádió-Televízió (RTS) sportriportere.

## WTA döntői

### Egyéni
| Összesítés            |                              |
| Grand Slam-torna (0)  |                              |
| Premier Mandatory (0) | WTA 1000 (kötelező)* (0)     |
| Premier Five (0)      | WTA 1000 (nem kötelező)* (0) |
| Premier (0)           | WTA 500* (0)                 |
| International (1)     | WTA 250* (1)                 |

*2021-től megváltozott a tornák kategóriáinak elnevezése.

#### Győzelmei (2)
|    | Dátum             | Torna                        | Borítás | Ellenfél a döntőben   | Eredmény a döntőben | Eredmény a döntőben |
| 1. | 2018. július 29.  | Moscow Open, Moszkva         | Salak   | Anasztaszija Potapova | 7–5, 6–7(1), 6–4    |                     |
| 2. | 2024. október 27. | Guangzhou Open, Kanton, Kína | Kemény  | Caroline Dolehide     | 6–3, 6–1            |                     |

#### Elveszített döntői (2)
|    | Dátum             | Torna                               | Borítás   | Ellenfél a döntőben | Eredmény a döntőben | Eredmény a döntőben |
| 1. | 2022. július 17.  | Swiss Open, Lausanne, Svájc         | Salak     | Petra Martić        | 4–6, 2–6            |                     |
| 2. | 2025. április 20. | Open de Rouen, Rouen, Franciaország | Salak (f) | Elina Szvitolina    | 4–6, 6–7(8)         |                     |

### Páros
| Összesítés            |                              |
| Grand Slam-torna (0)  |                              |
| Premier Mandatory (0) | WTA 1000 (kötelező)* (0)     |
| Premier Five (0)      | WTA 1000 (nem kötelező)* (0) |
| Premier (0)           | WTA 500* (0)                 |
| International (1)     | WTA 250* (1)                 |

*2021-től megváltozott a tornák kategóriáinak elnevezése.

#### Győzelmei (2)
|    | Dátum                | Torna                  | Borítás | Partner             | Ellenfelek a döntőben           | Eredmény a döntőben | Eredmény a döntőben |
| 1. | 2018. szeptember 29. | Tashkent Open, Taskent | Kemény  | Tamara Zidanšek     | Irina-Camelia Begu Raluca Olaru | 7–5, 6–3            |                     |
| 2. | 2022. július 17.     | Swiss Open, Lausanne   | Salak   | Kristina Mladenovic | Ulrikke Eikeri Tamara Zidanšek  | játék nélkül        |                     |

#### Elveszített döntői (1)
|    | Dátum            | Torna                          | Borítás | Partner          | Ellenfelek a döntőben        | Eredmény a döntőben | Eredmény a döntőben |
| 1. | 2021. március 7. | Lyon Open, Lyon, Franciaország | Kemény  | Eugenie Bouchard | Viktória Kužmová Arantxa Rus | 6–3, 5–7, [7–10]    |                     |

## WTA 125K döntői

### Egyéni

#### Győzelmei (2)
|    | Dátum             | Torna   | Borítás | Ellenfél a döntőben         | Eredmény a döntőben | Eredmény a döntőben |
| 1. | 2023. július 16.  | Båstad  | Salak   | Emma Navarro                | 7–6(4), 3–6, 6–3    |                     |
| 2. | 2025. március 30. | Antalya | Salak   | Victoria Jiménez Kasintseva | 6–2, 6–3            |                     |

### Páros

#### Elveszített döntői (1)
|    | Dátum           | Torna                                         | Borítás | Partner           | Ellenfél a döntőben         | Eredmény a döntőben |
| 1. | 2022. június 5. | Makarska Internationa Championships, Makarska | Salak   | Aleksandra Krunić | Dalila Jakupović Tena Lukas | 7–5, 2–6, [5–10]    |

## ITF döntői

### Egyéni 10 (7–3)
| Díjazás              |
| -------------------- |
| $100,000 torna       |
| $75,000/80,000 torna |
| $50,000/60,000 torna |
| $25,000 torna        |
| $15,000 torna        |
| $10,000 torna        |

| Borításonként |
| ------------- |
| Kemény (1–0)  |
| Salak (6–3)   |
| Fű (0–0)      |
| Szőnyeg (0–0) |

| Eredmény | No. | Dátum               | Torna                                | Borítás | Ellenfél            | Eredmény      |
| -------- | --- | ------------------- | ------------------------------------ | ------- | ------------------- | ------------- |
| Győztes  | 1.  | 2016. november 20.  | ITF Antalya, Törökország             | Salak   | Vivien Juhászová    | 6–2, 6–3      |
| Győztes  | 2.  | 2017. március 26.   | ITF Antalya, Törökország             | Salak   | Julia Grabher       | 6–3, 6–2      |
| Döntős   | 1.  | 2017. november 4.   | ITF Sant Cugat, Spanyolország        | Salak   | Marta Paigina       | 6–2, 4–6, 3–6 |
| Döntős   | 2.  | 2017. november 26.  | ITF Valencia, Spanyolország          | Salak   | Irina Bara          | 7–5, 4–6, 0–6 |
| Győztes  | 3.  | 2018. március 25.   | ITF Pula, Olaszország                | Salak   | Federica di Sarra   | 6–4, 6–3      |
| Győztes  | 4.  | 2018. július 15.    | ITF Versmold, Németország            | Salak   | Laura Siegemund     | 5–7, 6–1, 6–3 |
| Döntős   | 3.  | 2019. augusztus 11. | Ladies Open Hechingen, Németország   | Salak   | Barbara Haas        | 2–6, 1–6      |
| Győztes  | 5.  | 2019. szeptember 8. | Montreux Ladies Open, Svájc          | Salak   | Julia Grabher       | 6–2, 6–3      |
| Győztes  | 6.  | 2023. május 21.     | Open Villa de Madrid, Spanyolország  | Salak   | Sara Sorribes Tormo | 6–2, 6–3      |
| Győztes  | 7.  | 2024. október 13.   | Cornellà de Llobregat, Spanyolország | Kemény  | Arantxa Rus         | 6–2, 6–0      |

### Páros 4 (1–3)
| Díjazás        |
| -------------- |
| $100,000 torna |
| $75,000 torna  |
| $50,000 torna  |
| $25,000 torna  |
| $15,000 torna  |
| $10,000 torna  |

| Borításonként |
| ------------- |
| Kemény (0–0)  |
| Salak (1–3)   |
| Fű (0–0)      |
| Szőnyeg (0–0) |

| Eredmény | No. | Dátum               | Torna                              | Borítás | Partner                            | Ellenfél                          | Eredmény         |
| -------- | --- | ------------------- | ---------------------------------- | ------- | ---------------------------------- | --------------------------------- | ---------------- |
| Győztes  | 1.  | 2016. november 20.  | ITF Antalya, Törökország           | Salak   | Berfu Cengiz                       | Tayisiya Morderger Yana Morderger | 6–4, 6–4         |
| Döntős   | 1,  | 2017. november 4.   | ITF Sant Cugat, Spanyolország      | Salak   | Guiomar Maristany Zuleta de Reales | Luisa Stefani Renata Zarazúa      | 1–6, 4–6         |
| Döntős   | 2.  | 2018. július 15.    | ITF Versmold, Németország          | Salak   | Nina Stojanović                    | Pemra Özgen Dészpina Papamihaíl   | 6–1, 2–6, [4–10] |
| Döntős   | 3.  | 2019. augusztus 11. | Ladies Open Hechingen, Németország | Salak   | Georgina García Pérez              | Cristina Dinu Lina Gjorcheska     | 6–4, 5–7, [7–10] |

## Év végi világranglista-helyezései
| Év     | 2017 | 2018 | 2019 | 2020 | 2021 | 2022 | 2023 | 2024 |
| Egyéni | 465. | 103. | 187. | 183. | 131. | 150. | 116. | 53.  |
| Páros  | 689. | 167. | 240. | 434. | 258. | 142. | 349. | 830. |